# Mafa (Nigeria)
Mafa è una città della Repubblica Federale della Nigeria appartenente allo stato di Borno. È capoluogo dell'omonima area a governo locale (local government area) che conta una popolazione di 103.518 abitanti.